# Гиршберг, Юлий

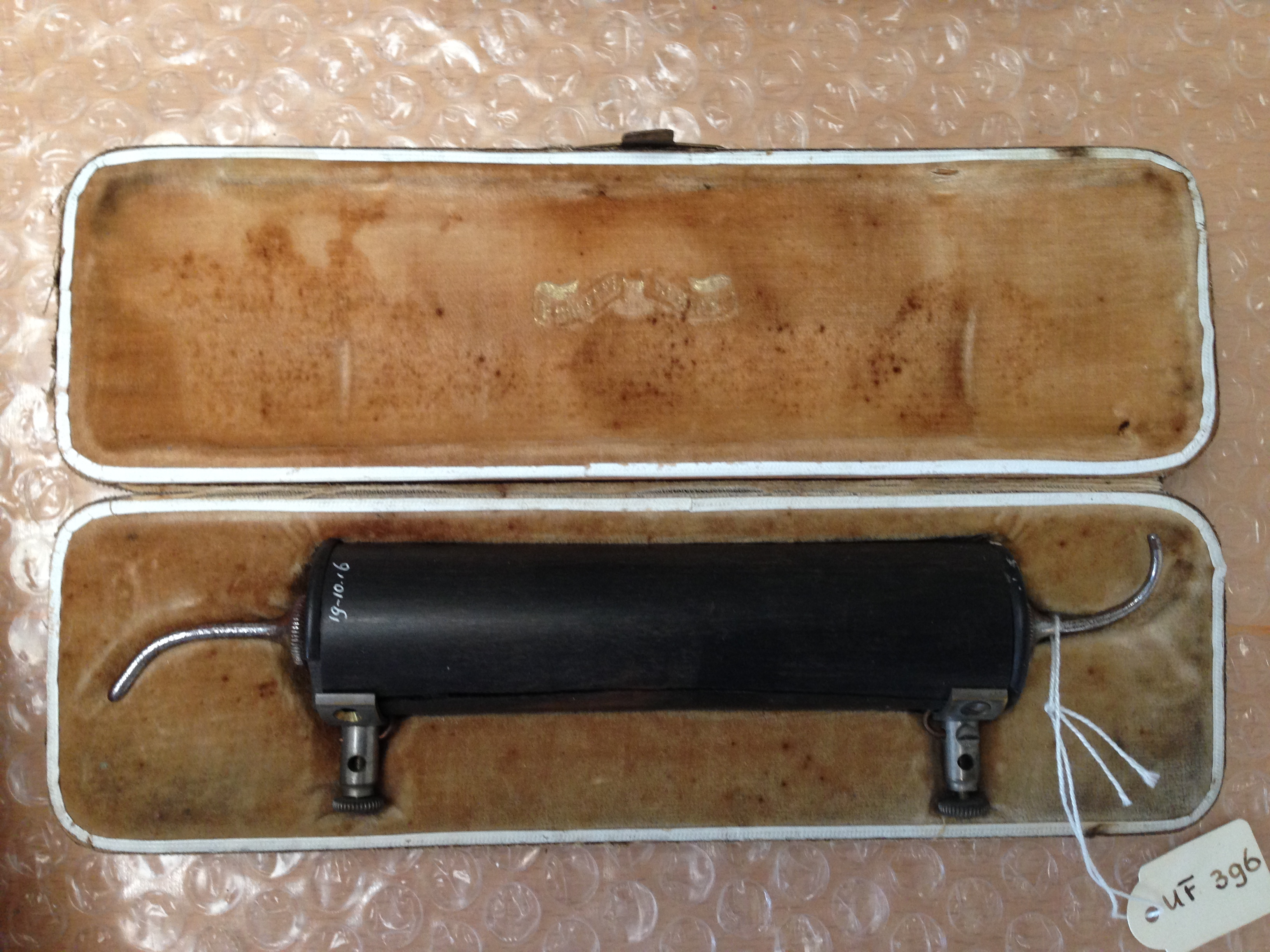
Ручной электромагнит Гиршберга

Юлий Ги́ршберг (нем. Julius Hirschberg; 18 сентября 1843, Потсдам — 17 февраля 1925, Берлин) — немецкий медик, офтальмолог, преподаватель и историк медицины.

## Биография
Юлий Гиршберг учился в Берлинском университете, в 1867 году защитил докторскую диссертацию и в 1867 году сдал экзамен на врача. С 1868 года работал врачом-окулистом в клинике Альбрехта фон Грефе, в 1869 году открыл собственную медицинскую практику. Получил право преподавания в 1870 году. В 1879 году был назначен экстраординарным, а в 1900 году — ординарным почётным профессором Берлинского университета. Начиная с 1907 года занимался исключительно научной работой в области истории медицины и в частности офтальмологии, в 1899—1912 годах издал «Учебник по лечению глазных болезней». Имя Юлия Гиршберга носит тест по определению косоглазия. Изобрёл модель электромагнита, применяемого для извлечения внутриглазных инородных тел.

## Труды
- Die Optik der alten Griechen Zeitschrift für Psychologie und Physiologie der Sinnesorgane, 16. Band. J. A. Barth Verlag, Leipzig 1898.
- Erlebnisse und Erinnerungen Bd. 1: Aus jungen Tagen, 1923
- Geschichte der Augenheilkunde, 1899—1912
- Wörterbuch der Augenheilkunde, 1887